# پالائو گوئل

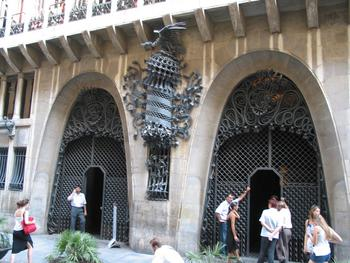

پالائو گوئل (به انگلیسی: Palau Güell) امارتی واقع در بارسلون، اسپانیا است. این بنا توسط معمار کاتالونیایی، آنتونی گائودی برای سرمایه داری به نام ائوسبی گوئل ساخته شده است. پالائو گوئل بخشی از کارهای آنتونی گائودی در میراث جهانی یونسکو نیز می‌باشد.